# ماركو روزه
ماركو روزه (بالألمانية: Marco Rose؛ مواليد 11 سبتمبر 1976) مدرب كرة قدم ألماني محترف ولاعب كرة قدم سابق ويدرب حاليًا نادي آر بي لايبزيغ. لعب في مسيرته الاحترافية مدافعًا لأندية لوكوموتيف لايبزيغ و‌هانوفر و‌ماينتس.

## روابط خارجية
- ماركو روزه على موقع قاعدة بيانات كرة القدم.إي يو (الإنجليزية)
- ماركو روزه على موقع ليكيب (الفرنسية)
- ماركو روزه على موقع Soccerway.com (الإنجليزية)
- ماركو روزه على موقع عالم كرة القدم.نت (الإنجليزية)
- ماركو روزه على موقع كووورة